# Powertrimm
Als Powertrimm bezeichnet man eine Vorrichtung für Motorboote mit Außenborder- oder Z-Antrieb, mit der die Stellung des Antriebes um die Querachse gekippt werden kann. Dadurch kann die Stellung des Propellers im Verhältnis zur Wasseroberfläche angepasst werden, wenn das Boot durch Zuladung, Geschwindigkeit oder Wellengang seine Lage ändert.
Ein neutraler Trimm ist erreicht, wenn die Propellerachse exakt horizontal ausgerichtet ist. Da in dieser Stellung der beste Wirkungsgrad erzielt wird, kann ein gut ausgetrimmtes Boot schneller und energiesparender gefahren werden, als eines, dessen Propellerachse von der Horizontalen abweicht.
In einem gewissen Maß lässt sich bei ausreichend starker Motorisierung durch einen Powertrimm auch die Lage des Boots beeinflussen. So kann zum einen einer ungleichmäßigen Beladung (und ihrem negativen Einfluss auf das Fahrverhalten des Bootes) ein Stück weit entgegengewirkt werden, zum anderen kann der Bug durch das Zusammenspiel von Powertrimm und Antriebsleistung während der Fahrt etwas aus dem Wasser gehoben werden, wodurch die vom Wasser benetzte Fläche am Rumpf reduziert werden kann, was gerade bei Gleitern unter bestimmten Umständen einen Geschwindigkeitsvorteil bedeutet.

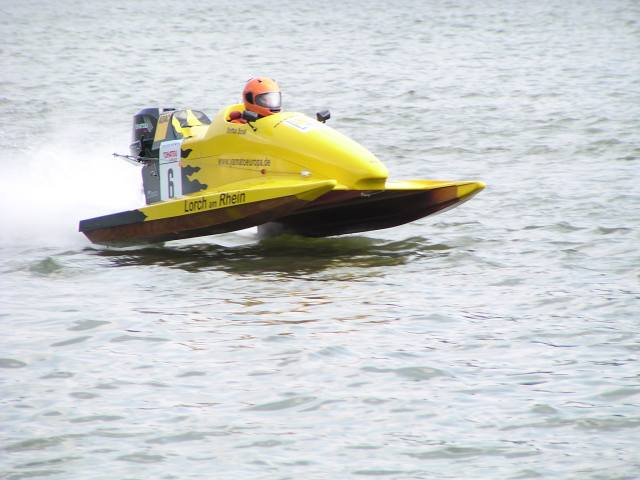
Rennboot Katamaran

Im Motorbootrennsport wurde der Powertrimm mit Einführung des Bootstyps „Katamaran“ lebenswichtig. Durch die Bauform heben Fahrt- und Gegenwind das Boot am Bug an. Je nach Stärke muss diesem Auftrieb durch die Stellung des Powertrimms entgegengewirkt werden, damit sich das Boot nicht rückwärts überschlägt.

## Technik
Ein Powertrimm arbeitet in der Regel elektrohydraulisch. Zwischen dem am Bootsspiegel festen Teil der Aufhängung und dem Schaft wird ein Hydraulikzylinder montiert. Die elektrisch betriebene Öldruckpumpe sitzt meist getrennt davon innerhalb des Bootes. Über elektrische Schalter wird die Pumpe betätigt und zieht den Kolben hinein oder drückt ihn heraus.